# Centrum Wyszkolenia Kosmonautów im. J. Gagarina
Rosyjskie Państwowe Naukowo-Badawcze Centrum Doświadczalne Wyszkolenia Kosmonautów im. J. Gagarina (ros. Российский Государственный Научно-Исследовательский Испытательный Центр Подготовки Космонавтов (РГНИИЦПК) им. Ю. А. Гагарина) – ośrodek szkoleniowy przygotowujący kosmonautów rosyjskich oraz kosmonautów pochodzących z innych krajów biorących udział w lotach rosyjskimi statkami kosmicznymi.

## Historia
Centrum Wyszkolenia Kosmonautów powstało 11 stycznia 1960 roku w Gwiezdnym Miasteczku pod Moskwą. Było to zamknięte osiedle ukryte w lasach na północny wschód od Moskwy, znajdujące się na terenie wojskowym, nieobecne na mapach za czasów ZSRR. W 1969 roku Centrum nadano imię Jurija Gagarina (1934–1968) – tragicznie zmarłego pierwszego kosmonauty.

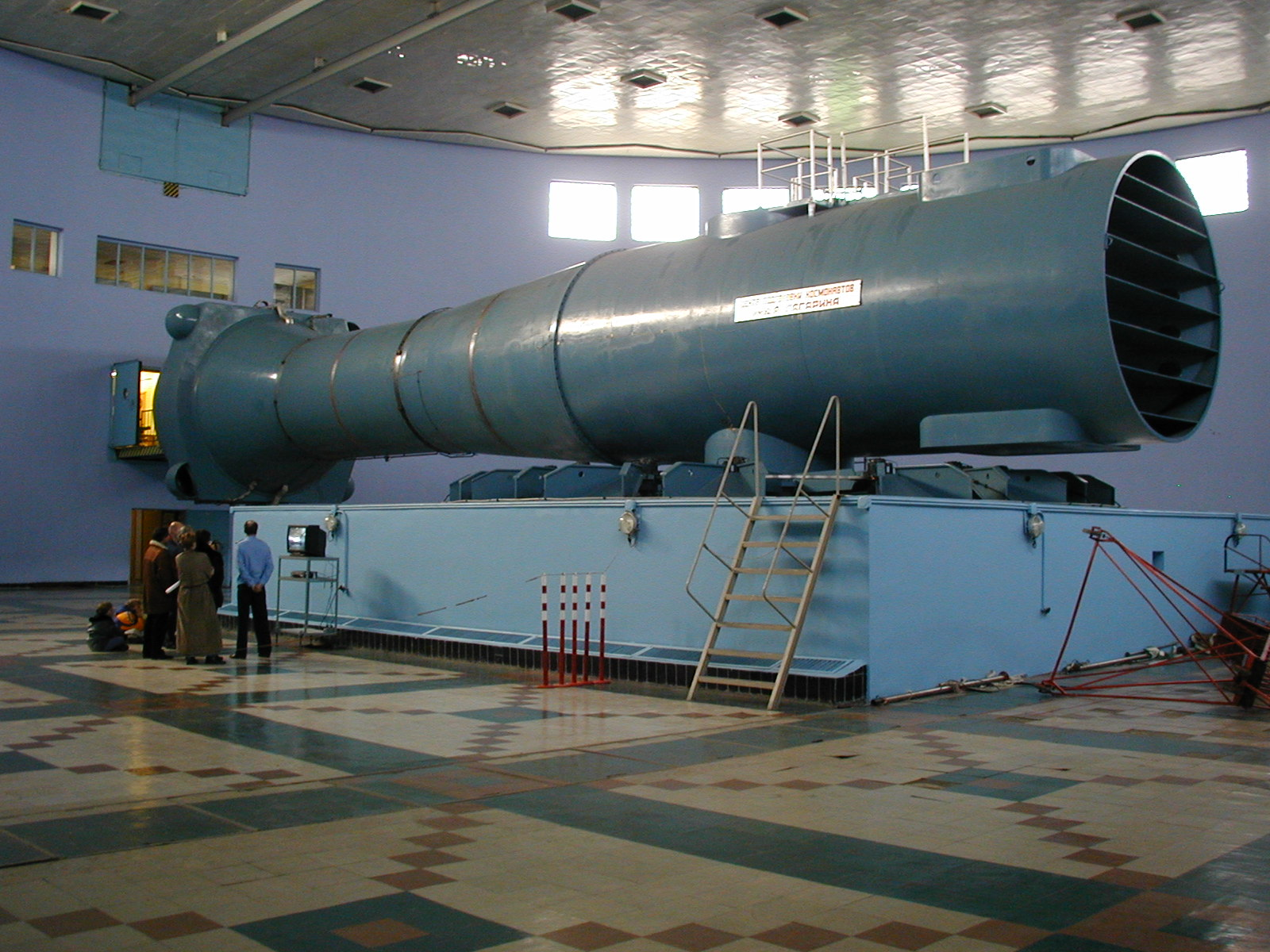
Centryfuga w Centrum Wyszkolenia Kosmonautów

W Centrum szkolili się nie tylko astronauci radzieccy, ale również z krajów bloku wschodniego, w tym z Polski, a później także ze Stanów Zjednoczonych w ramach programu Sojuz-Apollo, a także z innych krajów, których przedstawiciele odbywali loty na statkach Sojuz: Francji, Indii itd. Szeroka współpraca z astronautami amerykańskimi oraz z innych krajów została podjęta dopiero w ramach programu Space Shuttle – Mir, a obecnie programu Międzynarodowej Stacji Kosmicznej.
W 1995 roku Centrum zostało połączone z ośrodkiem szkoleniowym rosyjskich sił zbrojnych. Stało się wówczas własnością rosyjskiego Ministerstwa Obrony, było zarządzane wspólnie przez Ministerstwo Obrony i Roskosmos – Rosyjską Agencję Kosmiczną. Było to przyczyną narastających nieporozumień i sporów. W tej formie Centrum przetrwało do 2009 roku.

## Stan obecny
W kwietniu 2009 roku prezydent Rosji Dmitrij Miedwiediew podpisał dekret, na mocy którego Centrum zostało przekazane Roskosmosowi. Jego dyrektorem został Siergiej Krikalow – jeden z najbardziej doświadczonych rosyjskich kosmonautów.
Od 1 stycznia 2011 roku w miejsce dotychczasowych trzech oddziałów kosmonautów powołano jeden korpus, w którym znaleźli się kosmonauci zgrupowani wcześniej w oddziałach: Ministerstwa Obrony, przedsiębiorstwa RKK Energia (dawne zakłady S. Korolewa), Instytutu Badań problemów Biomedycznych z Moskwy (oddział grupujący lekarzy).

## Dyrektorzy Centrum Wyszkolenia Kosmonautów
- Jewgienij Karpow 1960–1963
- Michaił Odincow 1963
- Nikołaj Kuzniecow 1963–1972
- Gieorgij Bieriegowoj 1972–1987
- Władimir Szatałow 1987–1991
- Piotr Klimuk 1991–2001
- Wasilij Cyblijew 2001–2009
- Siergiej Krikalow 2009–2014
- Jurij Łonczakow 2014–2017
- Pawieł Własow 2017–2021
- Maksim Charłamow od 2021

Począwszy od G. Bieriegowoja wszyscy dyrektorzy Centrum to byli kosmonauci.